# Karczowizna
Karczowizna (deutsch Rodland) ist ein Ort in der polnischen Woiwodschaft Ermland-Masuren. Er gehört zur Gmina Elbląg (Landgemeinde Elbing) im Powiat Elbląski (Kreis Elbing).

## Geographische Lage
Karczowizna liegt am Oberländischen Kanal (polnisch Kanał Elbląski) im nördlichen Westen der Woiwodschaft Ermland-Masuren, acht Kilometer westlich der früheren Kreisstadt Preußisch Holland (heute polnisch Pasłęk) bzw. 14 Kilometer südöstlich der heutigen Kreismetropole Elbląg (deutsch Elbing).

## Geschichte
Der einst Roodland und nach 1820 Rodland genannte Ort bestand in seinem Kern lediglich aus einem kleinen Gehöft.
Am 4. Juni 1885 wurde das Etablissement Rodland aus dem Gutsbezirk Wiese (polnisch Barzyna), Amtsbezirk Klein Marwitz (polnisch Marwica) im ostpreußischen Kreis Preußisch Holland, in die Landgemeinde Langenreihe (polnisch Dłużyna), Amtsbezirk Weeskenhof (polnisch Węzina) umgegliedert.
Als 1945 das gesamte südliche Ostpreußen in Kriegsfolge an Polen fiel, erhielt Rodland die polnische Namensform „Karczowizna“. Seit 2013 ist der kleine Ort ein „przysiółek wsi Drużno“ (= „Weiler des Ortes Drużno“ - Drausenhof) in der Gmina Elbląg (Landgemeinde Elbing) im Powiat Elbląski (Kreis Elbing), von 1975 bis 1998 der Woiwodschaft Elbląg, seither der Woiwodschaft Ermland-Masuren zugehörig.

## Religion
Über die „Muttergemeinde“ Langenreihe (polnisch Dłużyna) war Rodland bis 1945 in die evangelische Kirche Hirschfeld (polnisch Jelonki) in der Kirchenprovinz Ostpreußen der Kirche der Altpreußischen Union eingepfarrt, außerdem in die römisch-katholische Pfarrei St. Josef in der Stadt Preußisch Holland (polnisch Pasłęk).
Heute gehört Karczowizna zur evangelischen St.-Georgs-Kirche in Pasłęk in der Diözese Masuren der Evangelisch-Augsburgischen Kirche in Polen sowie zur katholischen Pfarrkirche in Jelonki (Hirschfeld) im Dekanat Pasłęk II im Bistum Elbląg.

## Verkehr
Karczowizny ist über eine Nebenstraße zu erreichen, die von Klepa (Kleppe) hierher führt. Eine Anbindung an den Bahnverkehr besteht nicht.